# Esteban Ribovics
Esteban Ribovics Marijan (Tartagal, Salta, Argentina; 27 de abril de 1996) es un artista marcial mixto argentino que compite en la división de peso ligero del Ultimate Fighting Championship (UFC).

## Primeros años
Nació en Salta, Argentina. A los 12 años tuvo contacto con las artes marciales, su amigo lo llevó a practicar y le gustó desde su primera clase.
Cuando terminó la secundaria, a los 17 se fue a vivir a Córdoba y comenzó a perfeccionar, además de otras disciplinas complementarias del MMA como el boxeo, muay thai y jiu jitsu brasileño. Debutó como profesional a los 18 años en Infernales de Tartagal, en Salta.

## Carrera de artes marciales mixtas

### Carrera temprana
En su debut como profesional, enfrentó a Jose Zarauz el 4 de marzo de 2020, en Fusion Fighting Championship. Ganó la pelea por nocaut técnico en el tercer asalto.
Ribovics enfrentó a Javier Basurto el 10 de diciembre de 2020, por el campeonato vacante de peso ligero de Fusion Fighting Championship. Ribovics ganó la pelea por nocaut en 7 segundos del primer asalto.
Ribovics enfrentó a Franco Aranda el 12 de febrero de 2022, por el Campeonato vacante de peso ligero de Samurai Fight House. Ganó la pelea por nocaut en 27 segundos del primer asalto.

### Dana White’s Contender Series
El 16 de agosto de 2022 Ribovics enfrentó a Thomas Paull por un contrato de UFC en el evento principal de Dana White's Contender Series: Temporada 6, Semana 4. Ribovics ganó el contrato venciendo a Paull por KO en el primer asalto.

### Ultimate Fighting Championship
Ribovics hizo su debut promocional en la UFC el 4 de marzo de 2023 en UFC 285, Para el evento estaba programada una pelea de peso ligero entre Kamuela Kirk y Esteban Ribovics. Sin embargo, Kirk se retiró del evento por razones no reveladas y fue reemplazado por Loik Radzhabov. Ribovics perdió la pelea por decisión unánime.
Ribovics enfrentó a Kamuela Kirk el 8 de julio de 2023, en UFC 290. Ganó la pelea por decisión unánime.
Ribovics estaba programado para enfrentarse a Elves Brener el 4 de noviembre de 2023 en UFC Fight Night 231. Sin embargo Ribovics se retiró de la pelea después de sufrir un accidente que le imposibilitó pelear.
Ribovics enfrentó a Terrance McKinney el 11 de mayo de 2024, en UFC on ESPN 56.  Ganó la pelea por KO en el primer asalto.
Ribovics se enfrentó a Daniel Zellhuber el 14 de septiembre de 2024 en UFC 306. Ganó la pelea por decisión dividida. Esto le valió al premio a la Pelea de la Noche.
Ribovics se enfrentó a Elves Brener el 2 de agosto de 2025 en UFC on ESPN 71. Ganó la pelea por decisión unánime y consiguió su tercer bono de Pelea de la Noche en la compañia.

## Campeonatos y logros
- Ultimate Fighting Championship
  - Pelea de la Noche (Tres veces) vs. Daniel Zellhuber , Nasrat Haqparast, Elves Brener
- MMAJunkie Awards
  - Pelea del Año (2024) vs. Daniel Zellhuber
- Full Violence Awards
  - Pelea del Año (2024) vs. Daniel Zellhuber
- Samurai Fight House 
  - Campeonato vacante de peso ligero de Samurai Fight House (Una vez)[4]
- Fusion Fighting Championship 
  - Campeonato vacante de peso Ligero de Fusión FC (Una vez)[2]

## Récord de artes marciales mixtas
| Récord profesional | Récord profesional | Récord profesional |
| 17 peleas          | 15 victorias       | 2 derrotas         |
| ------------------ | ------------------ | ------------------ |
| Nocaut             | 7                  | 0                  |
| Sumisión           | 5                  | 0                  |
| Decisión           | 3                  | 2                  |

| Resultado | Récord | Oponente          | Método                             | Evento                              | Fecha                    | Ronda | Tiempo | Localización      | Notas                                            |
| --------- | ------ | ----------------- | ---------------------------------- | ----------------------------------- | ------------------------ | ----- | ------ | ----------------- | ------------------------------------------------ |
| Victoria  | 15–2   | Elves Brener      | Decisión (unánime)                 | UFC on ESPN: Taira vs. Park         | 2 de agosto de 2025      | 3     | 5:00   | Las Vegas, Nevada | Pelea de la Noche.                               |
| Derrota   | 14–2   | Nasrat Haqparast  | Decisión (dividida)                | UFC Fight Night: Kape vs. Almabayev | 1 de marzo de 2025       | 3     | 5:00   | Las Vegas, Nevada | Pelea de la Noche.                               |
| Victoria  | 14–1   | Daniel Zellhuber  | Decisión (dividida)                | UFC 306                             | 14 de septiembre de 2024 | 3     | 5:00   | Las Vegas, Nevada | Pelea de la Noche.                               |
| Victoria  | 13–1   | Terrance McKinney | KO (patada a la cabeza)            | UFC on ESPN: Lewis vs. Nascimento   | 11 de mayo de 2024       | 1     | 0:37   | San Luis, Misuri  |                                                  |
| Victoria  | 12–1   | Kamuela Kirk      | Decisión (unánime)                 | UFC 290                             | 8 de julio de 2023       | 3     | 5:00   | Las Vegas, Nevada |                                                  |
| Derrota   | 11–1   | Loik Radzhabov    | Decisión (unánime)                 | UFC 285                             | 4 de marzo de 2023       | 3     | 5:00   | Las Vegas, Nevada |                                                  |
| Victoria  | 11–0   | Thomas Paull      | KO (golpes)                        | Dana White's Contender Series 50    | 16 de agosto de 2022     | 1     | 1:30   | Las Vegas, Nevada |                                                  |
| Victoria  | 10–0   | Franco Aranda     | KO (golpes)                        | Samurai Fight House 3               | 12 de febrero de 2022    | 1     | 0:27   | Buenos Aires      | Ganó el campeonato vacante de Peso Ligero de SFH |
| Victoria  | 9–0    | Javier Basurto    | KO (golpes)                        | FFC 44                              | 10 de diciembre de 2020  | 1     | 0:07   | Lima              | Ganó el campeonato vacante de Peso Ligero de FFC |
| Victoria  | 8–0    | Jose Zarauz       | KO (golpes)                        | FFC 43                              | 4 de marzo de 2020       | 3     | 4:40   | Lima              |                                                  |
| Victoria  | 7–0    | Brian Flamengo    | KO (golpes)                        | UFS 9                               | 9 de noviembre de 2019   | 1     | 0:22   | Buenos Aires      |                                                  |
| Victoria  | 6–0    | Lucas Aybar       | Sumisión (kimura)                  | UFS 7                               | 4 de agosto de 2019      | 1     | 4:24   | Buenos Aires      |                                                  |
| Victoria  | 5–0    | Juan Jose Ibanez  | Sumisión (kimura)                  | Power Fight 1                       | 13 de mayo de 2017       | 3     | 4:08   | Chaco             |                                                  |
| Victoria  | 4–0    | Maximiliano Ortiz | Sumisión (kimura)                  | HFC 18                              | 15 de octubre de 2016    | 3     | 0:00   | Corrientes        |                                                  |
| Victoria  | 3–0    | Didier Nahuel     | Sumisión (keylock)                 | Cage League Championship 1          | 9 de julio de 2016       | 1     | 1:49   | Buenos Aires      |                                                  |
| Victoria  | 2–0    | Fernando Garcia   | KO (superman punch)                | Battle Cage 1                       | 22 de mayo de 2016       | 2     | 2:30   | Salta             | Pelea de peso pactado en (163 lb).               |
| Victoria  | 1–0    | Lautaro Iturbe    | Sumisión (inverted triangle choke) | HFC 14                              | 12 de diciembre de 2015  | 3     | 2:35   | Salta             | Debut en Peso Ligero.                            |